# Wahlen in den Vereinigten Staaten 2000
Die Wahlen in den Vereinigten Staaten 2000 fanden am 7. November statt.
Gewählt wurden dabei:
- der Präsident und Vizepräsident bzw. die Wahlleute des Electoral College, siehe Präsidentschaftswahl in den Vereinigten Staaten 2000
- alle 435 Abgeordneten des Repräsentantenhauses, siehe Wahlen zum Repräsentantenhaus der Vereinigten Staaten 2000,
- 33 der 100 Senatoren im Senat, siehe Wahlen zum Senat der Vereinigten Staaten 2000,
- die Gouverneure in 11 Staaten und 2 Territorien
- viele Parlamente auf Ebene der Bundesstaaten

Zusätzlich wurden noch zahlreiche Kommunalwahlen (Bürgermeister, Kommunalräte etc.) sowie Abstimmungen durchgeführt.